# Бири (язык)
Бири (вирри; Biri, Wirri) — язык аборигенов Австралии, относится к марской группе (англ. Maric languages) пама-ньюнгской семьи. Точное число говорящих неизвестно, по состоянию на 1970 год их было меньше 10 человек. В настоящее время язык можно считать вымершим.

## Генеалогическая информация
Язык, наряду с близкородственными языками варунгу, бинда, юру, бидяра и др., принадлежит к марской группе пама-ньюнгской семьи языков. Этот язык был распространен в штате Квинсленд к юго-востоку от города Чартерс-Тауэрс.

## Социолингвистическая информация
Надёжная информация о сохранившихся до сегодняшнего дня носителях отсутствует. К 70-м годам языком владели менее десяти человек. В настоящее время все без исключения оставшиеся представители народа бири пользуются английским языком. Исследователи (например, Анджела Террил), склоняются к тому, что на настоящий момент язык стоит считать вымершим.
До середины XX века на языке бири говорило несколько племён: бири, вирри, янгга, ямбина, барада, йетимарала, гангулу и гаринбал, языковое варьирование среди представителей которых было невелико. Бири было самым известным из этих племён у европейцев. Именно поэтому название языка взято у этого племени.

## Типологическая характеристика

### Тип выражения грамматических значений и характер границы между морфемами
По типу связей между морфемами язык бири, как и остальные австралийские языки, является агглютинативным языком. Каждой морфеме соответствует одно значение. Однако имеются некоторые элементы фузии. Так, например в форме ŋadyu "мне" показатель дательного падежа "ŋu" слился с основой. Встречаются нулевые морфемы.

### Тип маркирования
В именной группе представлено зависимостное маркирование.
gunhami yamba bunbun-gu
это гнездо фазана
Зависимое слово маркируется особым посессивным падежом. (Ср. раздел существительное)
В глагольной группе маркирование также зависимостное. Имеется хорошо развитая система падежей.

### Тип ролевой кодировки
Ролевая кодировка различна для существительных и местоимений.

##### Существительные
Для существительных характерен эргативный тип ролевой кодировки.
gunharni burl ganda-lba-oza-la
that-ABS flre-ABS burn-CONT-PRES-3sgS/A
тот огонь горит
wandi waga wanydya-li
dog-ABS run go-PAST
собака убежала
gunharni-ŋgu gayu-ŋgu yaba-nha-la-ogu manhdha ozali-ŋu
that-ERG woman-ERG give-FUT-3sgS/A-1duDAT food-ABS
та женщина даст нам еду

##### Местоимения
Местоимения, в отличие от существительных, маркируются по номинативно-аккузативному типу.
narri banbana-nda yinda oadyuna wara-lba-nha-nda
name-ABS call-2sgS/A 2sgS/A Isg/Acc be-CONT-FUT-2sgS/A

### Базовый порядок слов
В языке бири свободный порядок слов, что затрудняет его типологическую характеристику. Зафиксированы почти все возможные типы базового порядка слов. Немного чаще встречается порядок SVO, и его можно принять за базовый.
ŋaya yidhirra-ŋ-aya     dhagaoy-mu
lsgS/A afraid-PRES-JsgS/A crocodile-ABL
я боюсь крокодилов
Синтаксис внутри именной группы также относительно свободен.

## Лингвистическая характеристика

### Фонология и орфография
|                     |                     | Губные | Альвеолярные | Зубные | Палатальные | Велярные |
| ------------------- | ------------------- | ------ | ------------ | ------ | ----------- | -------- |
| Взрывные            | Взрывные            | b      | d            | dh     | dy          | g        |
| Носовые             | Носовые             | m      | n            | n̪      | ɲ           | ŋ        |
| Латеральные сонанты | Латеральные сонанты |        | l            |        |             |          |
| Дрожащие            | Дрожащие            |        | r            |        |             |          |
| Аппроксиманты       | Аппроксиманты       |        | w            |        |             | j        |

#### Гласные
|         | Передние | Задние |
| ------- | -------- | ------ |
| Верхние | i        | u      |
| Нижние  | a        | a      |

- Гласные в исконных словах не имеют контраста по долготе. Долгие согласные встречаются лишь в немногих заимствованных словах.
- Ударение падает на первый слог. В многосложных словах на третий слог падает вторичное ударение.
- Слог имеет относительно простую структуру. Запрещены неприкрытые слоги.

### Морфология

#### Имена существительные
В языке бири имеется девять падежей: абсолютив, эргатив, локатив, инструменталис, посессив, датив и комитатив.
Инструменталис
По форме инструменталис, как и во многих других австралийских языках, совпадает с эргативом. Однако по своей семантике эти два падежа различны. Во первых, только эргатив может маркировать агенс. Во вторых, именная группа, маркированная инструменталисом, чаще всего предшествует предикату, а именная группа, маркированная эргативом, чаще всего следует за ним. Примеры:
oanhi wara-mba-Ii-nda balgu-ŋgu
what be-CAUS-PAST-2duS/A axe-INSTR
что ты сделал тем топором?
ŋaya bari yaga-mba-1-aya mala-ŋgu wurrayi-nha-gu, baoga-Ja dhina-ŋunda
lsgS/A stone-ABS rise-CAUS-PAST-lsgS/A hand-INSTR take- FUT-PURP fall-3sgS/A foot-SUPER
Я подобрал рукой камень, а он упал мне на ногу.
Датив
Датив выражается окончанием [-gu]. Пример использования дательного падежа:
|         | Русский  |
| ------- | -------- |
| wina-gu | за рыбой |

Аллатив (обозначает конечный пункт действия).
| Бири     | Русский |
| -------- | ------- |
| budyi-gu | в кусты |

Посессив (указывает на принадлежность некоего объекта субъекту, стоящему в данной форме.)
| Бири                    | Русский           |
| ----------------------- | ----------------- |
| gunhami yamba bunbun-gu | это гнездо фазана |

Локатив
Местный падеж показывает местонахождение предмета, обозначенного существительным. Выражается окончанием [-ŋga].
| Бири      | Русский   |
| --------- | --------- |
| dhula-ŋga | на дереве |
| buri-ŋga  | в животе  |
| bama-ŋga  | с людьми  |

Комитатив
| Бири         | Русский   |
| ------------ | --------- |
| wandi-bari   | с собакой |
| briguna-bari | с женой   |

Семблатив
| Бири          | Русский         |
| ------------- | --------------- |
| dhibila-ŋarnu | подобно птице   |
| barna-ŋarnu   | подобно мужчине |

##### Категория числа
Категорию числа имеет лишь одна лексема.
yalu ребёнок yalu-riny дети
Все остальные существительные категорию числа не имеют.

#### Местоимения
Местоимения в языке бири, в отличие от существительных, имеют номинативно-аккузативный тип ролевой кодировки.
narri banbana-nda yinda oadyuna wara-lba-nha-nda
name-ABS call-2sgS/A 2sgS/A Isg/Acc be-CONT-FUT-2sgS/A
назови меня по имени, если хочешь, чтобы я пришёл (досл. если хочешь меня)
Местоимения имеют как и свободные формы, так и связанные, выступающие в качестве аффиксов при предикате. Выбор формы зависит от синтаксического акцента.
nhula yama-li-na guya
3sgS/A tell-PAST-lsgO bad
он сказал мне нечто плохое
banhdhu-nh-aya-ŋga bari-ŋgu
hit-FUT-lsgS/A+3sgO stone-INSTR
я ударю по этому камнем

#### Глаголы
Глагол в языке бири состоит из корня и сочетания нескольких суффиксов:
1) тематический элемент 2) аспектуальный, временной или императивный показатель 3) «связанные местоимения»
В языке бири отсутствуют различные типы спряжения, что довольно необычно для австралийских языков.

##### Время
| Время           | Суффикс  | Пример                                        | Русский                 |
| --------------- | -------- | --------------------------------------------- | ----------------------- |
| Настоящее время | [-ɳ]     | ɳaya manhdha-gu wara-ɳ-aya gaogiri wara-ɳ-aya | я хочу есть             |
| Будущее время   | [-nh(a)] | ɳaya yanhi-nh-aya                             | я пойду                 |
| Прошедшее время | [-li]    | bunbun -dubadha-li yurauuna                   | фазан вас всех заклевал |

##### Глагольный аспект
В языке бири выделяют два аспекта:
- Дуративный аспект. Обозначает действие в момент его совершения.

gunhami munda wuna-lba-ua-la gunha-mbarru
that-ABS snake-ABS rest-CONT-PRES-3sgS/A that-side
Та змея там лежит.
- Хабитуалис. Особенностью хабитуалиса в языке бири является его семантика, обозначающая не просто повторяющееся действие, а действие, характерное данному объекту.

gara wara-mba-dyi-ya baladha gunharni yarna
NEG be-CAUS-CHAR-lsgS/A boat-ABS that way
Я не строю лодки таким образом.
Также иногда к аспекту иногда относят форму, которая в англоязычной литературе носит название «„near miss“ aspect», которая обозначает действие, последствия которого могли, но не нанесли, серьёзный вред. Так как данная форма несёт в себе не только описание, но также оценку действия, её, скорее всего, следует относить к системе модальности, нежели к аспектуальной системе. Пример.
munda-ogu badha-li-oga wula-rni-la oadyu yabuna, gani
snake-ERG bite-PAST-3sg0 1sgDAT father-ABS nearly die-NEARL Y-3sgS/A
Змея укусила отца, и он чуть не умер.

##### Наклонение
Повелительное наклонение
Выражается нулевым показателем.
yinda gabari-0-nda gunhagu
2sgS/A hide-IMP-2sgS/A
прячься здесь
Желательное наклонение
Выражается показателем /-gu-/
 ŋaya yani-gu yuri-gu
lsgS/A go-PURP meat-OAT
Я хочу пойти на охоту.

### Синтаксис
В языке бири свободный порядок слов, что затрудняет его типологическую характеристику. Немного чаще встречается порядок SVO, и его можно принять за базовый. Синтаксис внутри именной группы также свободен.